# Прилеповка (Дрибинский район)
Приле́повка (бел. Прылепаўка) — деревня в составе Рясненского сельсовета Дрибинского района Могилёвской области Республики Беларусь.

## История
Упоминается в 1756 году как слобода Прилиповка в великокняжеском имении Рясно в Мстиславском воеводстве ВКЛ.

## Население
- 1999 год — 3 человека
- 2010 год — 1 человек

## Знаменитые земляки
Кармызова Екатерина Петровна - Герой Социалистического Труда.